# Sweetheart of the Campus
Pour plus de détails, voir Fiche technique et Distribution.
Sweetheart of the Campus est un film américain réalisé par Edward Dmytryk, sorti en 1941.

## Synopsis
Betty Blake est la chanteuse principale de l'orchestre d'Ozzie Norton. Lors d'une aventure d'un soir sur un campus universitaire, Betty jure d'empêcher une prise de contrôle hostile de l'établissement par l'administratrice puritaine Minnie Sparr. À cette fin, Betty, Ozzie et tout son groupe s'inscrivent en tant qu'étudiants.

## Fiche technique
- Titre : Sweetheart of the Campus
- Réalisation : Edward Dmytryk
- Scénario : Robert Hardy Andrews et Edmund L. Hartmann
- Direction artistique : Lionel Banks
- Photographie : Franz Planer
- Montage : William A. Lyon
- Société de production : Columbia Pictures
- Pays de production : États-Unis
- Format : Noir et blanc - 1,37:1 - Mono
- Genre : Comédie romantique et film musical
- Date de sortie : 1941

## Distribution
- Ruby Keeler : Betty Blake
- Ozzie Nelson : Ozzie Norton
- Harriet Nelson : Harriet Hale
- Gordon Oliver : Terry Jones
- Don Beddoe : Shériff Denby
- Charles Judels : Tomasso alias Victor Demond
- Kathleen Howard : Mme Minnie Lambeth Sparr
- Byron Foulger : Dr Bailey
- George Lessey : Dr Hale